# 문정왕후 (고려)
문정왕후 왕씨(文貞王后 王氏, ? ~ 1138년 7월 23일(음력 6월 15일))는 고려의 제16대 왕 예종의 제3비이다.

## 생애
본관은 개성으로, 종실 진한후 왕유의 딸이다. 진한후는 그녀의 시아버지인 숙종의 이복동생으로 문종과 인경현비의 아들이다. 또 남편 예종의 친조모는 이자연의 딸인 인예왕후이며, 그녀의 할머니 인경현비도 역시 이자연의 딸이다. 이로써 예종과 문정왕후의 혼인은 친가로는 4촌간, 외가로는 6촌간의 혼인인 근친혼이다.
1121년(예종 16년)에 입궁하였으며, 1122년(예종 17년) 남편 예종이 사망한 후에는 궁을 나와 영정궁에서 지냈다. 1129년(인종 7년) 인종에 의해 귀비에 책봉되었으며, 1138년(인종 16년) 사망하였다. 그녀가 사망하자 인종과 신하들은 3일간 조회를 중지하고 소복을 입었다. 시호는 문정왕후(文貞王后)이며, 능은 어디인지 기록이 되어있지 않아 알 수 없다. 예종과의 사이에서 소생은 없었다.

## 가족 관계
- 할아버지, 시할아버지 : 문종 (文宗, 1019년 ~ 1083년, 재위 : 1046년 ~ 1083년)
- 할머니 : 인경현비 (仁敬賢妃, 생몰년 미상) - 이자연의 딸
- 시할머니 : 인예왕후 (仁睿王后, ? ~ 1092년) - 이자연의 딸
  - 아버지 : 진한후 유 (辰韓侯 愉, ? ~ 1099년[3])
  - 시아버지, 숙부 : 숙종 (肅宗, 1054년 ~ 1105년, 재위 : 1095년 ~ 1105년)
    - 남편 : 예종 (睿宗, 1079년 ~ 1122년, 재위 : 1105년 ~ 1122년)